# محطة توليد كهرباء غزة
محطة توليد كهرباء غزة هي محطة فلسطينية لتوليد الكهرباء تعمل بالوقود الصناعي، تعد المحطة الوحيدة لتوليد الكهرباء في قطاع غزة.

## المحطة من الداخل
تضم محطة توليد كهرباء غزة أربعة مُولدات كهربائية توفر مُجتمعةً ما قدره حوالي 85-95 ميغاواط من الكهرباء، وكان قد جرى افتتاح وتشغيل مولد الكهرباء الرابع وذلك في 1 أغسطس 2023 بتمويلٍ من دولة قطر.

## قصف المحطة
في 28 يونيو 2006 دمرت إسرائيل المحطة عبر قصفها للمحولات الستة فيها بعدة صواريخ، في أعقاب أسر الجندي الإسرائيلي جلعاد شاليط، قبل أن يعاد إعادة بناء المحطة لاحقًا.
وخلال حرب غزة عام 2014 قصفت إسرائيل المحطة في يوليو 2014 مما أدى إلى توقف عملها بشكلٍ كامل.

## معركة طوفان الأقصى
عقب اندلاع معركة طوفان الأقصى في 7 أكتوبر 2023 وما ترتب عن ذلك من حصارٍ إسرائيليٍ شامل على قطاع غزة فقد نفذ الوقود في المحطة وتوقفت المحطة عن العمل بشكلٍ كامل في يوم 11 أكتوبر 2023.